# Antonio Grilli
Antonio Grilli (Ascoli Piceno, 26 dicembre 1922 – 8 settembre 2005) è stato un politico italiano.

## Biografia
Fu parlamentare nella terza e quarta e sesta legislatura tra le file del Movimento Sociale Italiano e in seguito del Movimento Sociale Italiano-Destra Nazionale. Nella III e IV legislatura fu membro del consiglio direttivo del gruppo parlamentare, nella IV ricoprì anche la carica di segretario. Fu autore alla camera di 97 interventi e 192 progetti di legge. Morì nel 2005. Nel 1975 venne denunciato dal sindaco di Ascoli Piceno Antonio Orlini per diffamazione. La giunta per le autorizzazioni a procedere all’unanimità non concesse il nulla osta.

## Incarichi
III Legislatura della Repubblica italiana
- VIII Commissione istruzione e belle arti. Membro dal 12 giugno 1958 al 15 maggio 1963.
- Commissione parlamentare per il parere al governo sulle norme delegate relative alla concessione in proprietà degli alloggi costruiti dallo stato ovvero con il suo concorso o contributo. Membro dal 25 luglio 1958 al 15 maggio 1963.

IV Legislatura della Repubblica italiana
- VIII Commissione istruzione e belle arti. Membro dal 1 luglio 1963 al 4 giugno 1968.
- Commissione speciale per l'esame della proposta di legge tozzi condivi n. 643: "provvedimenti per la sistemazione della città di Loreto in considerazione della importanza religiosa, artistica e turistica nonché per conseguenti opere di interesse igienico e turistico". Membro dal 18 febbraio 1964 al 4 giugno 1968.
- Commissione d'indagine per la tutela e la valorizzazione del patrimonio storico, archeologico, artistico e del paesaggio. Membro dal 10 novembre 1964 al 4 giugno 1968.

VI Legislatura della Repubblica italiana
- VIII Commissione istruzione e belle arti. Membro dal 25 maggio 1972 al 4 luglio 1976.